# Marie Jorns

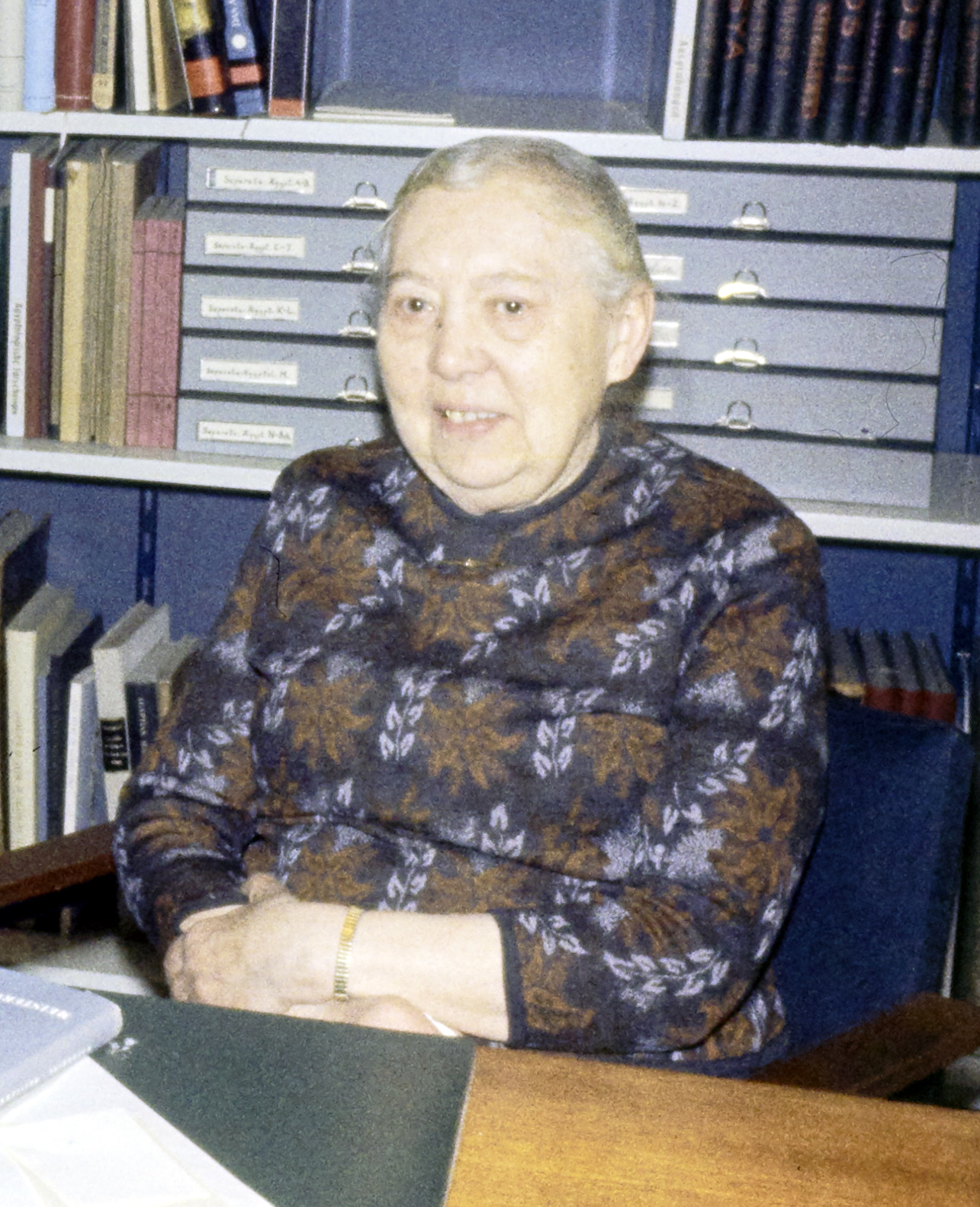
Marie Jorns, ca. Mitte 1960er-Jahre

Marie Wilhelmine Adolphine Jorns (geboren 28. März 1883 in Hannover; gestorben 1. Juni 1975 ebenda) war eine deutsche Kunsthistorikerin.

## Leben
Marie Jorns wurde in der hannoverschen Nordstadt im Hause Im Moore 6 geboren. Sie war eine Tochter des aus Osterode am Harz stammenden Eigentümers eines Kupfer-Walzwerkes Gustav Adolph Jorns und die Schwester der Sozialpolitikerin Auguste Jorns. Die beiden Schwestern besuchten die Höhere Töchterschule I und II in Hannover, nahmen anschließend Privatunterricht und legten – seit 1901 Vollwaisen – ihre Reifeprüfung in Osterode ab. Gemeinsam begannen die beiden ihr Studium erst im fortgeschrittenen Alter, anfangs an der Universität Freiburg, dann in Berlin. Nach längerer Unterbrechung und weiteren Studien an den Universitäten in Göttingen und Heidelberg erlangte Marie Jorns im Alter von 38 Jahren 1921 an der Philosophischen Fakultät in Heidelberg die Promotion mit einer Dissertation zum Thema Die mittelalterlichen Bruderschaften in Niedersachsen als Förderer der Kunst.
Seit dem 1. April 1925 wirkte Marie Jorns als einzige wissenschaftliche Mitarbeiterin von Carl Küthmann im  Kestner-Museum, doch beschäftigte sie sich schwerpunktmäßig mit dem Thema Autografen. Ihr Lebenswerk widmete sie der Erforschung des Lebens und Werkes von August Kestner und gipfelte in ihrer 1964 erschienenen Biographie August Kestner und seine Zeit 1777–1853.
Am 30. September 1949 wurde Marie Jorns in den Ruhestand versetzt.

## Marie-Jorns-Ring
2011 wurde die Straße Marie-Jorns-Ring im hannoverschen Stadtteil Kirchrode nach der Wissenschaftlerin benannt.

## Schriften
- August Kestner und seine Zeit. 1777–1853. Das glückliche Leben des Diplomaten, Kunstsammlers und Mäzens in Hannover und Rom. Aus Briefen u. Tagebüchern zusammengestellt, Hannover: Madsack, 1964
- Aus dem Leben Johann Christian Kestners und Lotte geborene Buff in Hannover, Vortrag, gehalten am Familientag Buff-Kestner, Wetzlar 5. Juni 1955, in der Reihe Bibliothek familiengeschichtlicher Arbeiten, Bd. 21, Neustadt an der Aisch: Degener, 1956
- Die mittelalterlichen Bruderschaften in Niedersachsen als Förderer der Kunst, zugleich Dissertation an der Universität Heidelberg 1921, Auszug in: Jahrbuch der Philosophischen Fakultät der Universität Heidelberg, 1920/21, Teil 1